# Konstanta omega
Konstanta omega je matematična konstanta določena kot: 
{\displaystyle \Omega \,e^{\Omega }=1\!\,.}
Je vrednost {\displaystyle \operatorname {W} _{0}(1)}:
{\displaystyle \Omega \equiv \operatorname {W} _{0}(1)\!\,,}
kjer je {\displaystyle \operatorname {W} _{0}} Lambertova funkcija W za realne argumente, ki je rešitev enačbe:
{\displaystyle x={\frac {1}{e^{x}}}\!\,,}
oziroma:
{\displaystyle x=\ln \left({\frac {1}{x}}\right)\!\,.}
Ime konstante izhaja iz drugega imena za Lambertovo funkcijo W, funkcije Ω.
Številska desetiška vrednost je približno: (OEIS A030178)
{\displaystyle \Omega =0,5671432904097838729999686622\ldots \!\,.}
Za konstanto velja:
{\displaystyle e^{-\Omega }=\Omega \!\,,}
oziroma enakovredno:
{\displaystyle {\frac {1}{\Omega }}=e^{\Omega }\!\,,}
kar da:
{\displaystyle \ln \Omega ^{-1}=\Omega \!\,.}
Zapišemo jo lahko tudi s tetracijo:
{\displaystyle \Omega =u^{u^{\cdot ^{\cdot ^{\cdot }}}}\!\,,}
kjer je {\displaystyle u=1/e}.
Konstanto Ω lahko izračunamo iterativno, če začnemo S poljubno z vrednostjo Ω0 (npr. Ω0 = 1), in upoštevamo zaporedje:
{\displaystyle \Omega _{n+1}=e^{-\Omega _{n}}\!\,.}
To zaporedje bo pri n→∞ konvergiralo k Ω, sicer počasi. Hitreje konvergira zaporedje:
{\displaystyle \Omega _{n+1}={\frac {1+\Omega _{n}}{1+e^{\Omega _{n}}}}\!\,.}
Konstanto lahko zapišemo z integralom:
{\displaystyle \int _{-\infty }^{\infty }{\frac {1}{(e^{x}-x)^{2}+\pi ^{2}}}\,\mathrm {d} x={\frac {1}{1+\Omega }}=0,6381037433651107785224073855\ldots \!\,,}
v primerjavi z:
{\displaystyle \int _{-\infty }^{\infty }{\frac {1}{(e^{x}-x+1)^{2}+\pi ^{2}}}\,\mathrm {d} x={\frac {1}{2}}\!\,.}

## Iracionalnost in transcendentnost
Da je Ω iracionalno število, se lahko dokaže iz dejstva, da je e transcendentno število. Če bi bila Ω racionalno število, bi obstajali takšni celi števili p in q, da bi veljalo:
{\displaystyle {\frac {p}{q}}=\Omega \!\,,}
in naprej:
{\displaystyle 1={\frac {pe^{\left({\frac {p}{q}}\right)}}{q}}}
{\displaystyle e=\left({\frac {q}{p}}\right)^{\left({\frac {q}{p}}\right)}={\sqrt[{p}]{\frac {q^{q}}{p^{q}}}}\!\,,}
e pa bi bilo algebrsko število stopnje p. Ker je e trancendentno število, mora biti Ω iracionalno.
Ω je dejansko transcendetno število, kar je neposredna posledica Lindemann-Weierstrassovega izreka. Če bi bila Ω algebrsko število, bi bilo exp(Ω) transcendentno, in prav tako exp−1(Ω). To pa nasprotuje privzetku, da je algebrsko.